# Orocharis eumeles
Orocharis eumeles är en insektsart som beskrevs av Otte, D. och Perez-gelabert 2009. Orocharis eumeles ingår i släktet Orocharis och familjen syrsor. Inga underarter finns listade i Catalogue of Life.